# 和歌山県道187号日の岬公園線
和歌山県道187号日の岬公園線（わかやまけんどう187ごう ひのみさきこうえんせん）は、和歌山県日高郡美浜町を通る一般県道である。

## 概要
日の岬灯台前から日高郡美浜町大字三尾に至る。
地滑り兆候のため終点付近は立ち入り禁止である。なお日の岬灯台の見学は日の岬パークより可能。

### 路線データ
- 終点：和歌山県日高郡美浜町大字三尾（日の岬灯台前）
- 起点：和歌山県日高郡美浜町大字三尾（和歌山県道24号御坊由良線交点）
- 実延長：2.947 km

## 歴史
- 1983年（昭和58年）2月1日 - 和歌山県が一般県道として日の岬公園線を認定[1]。

## 地理

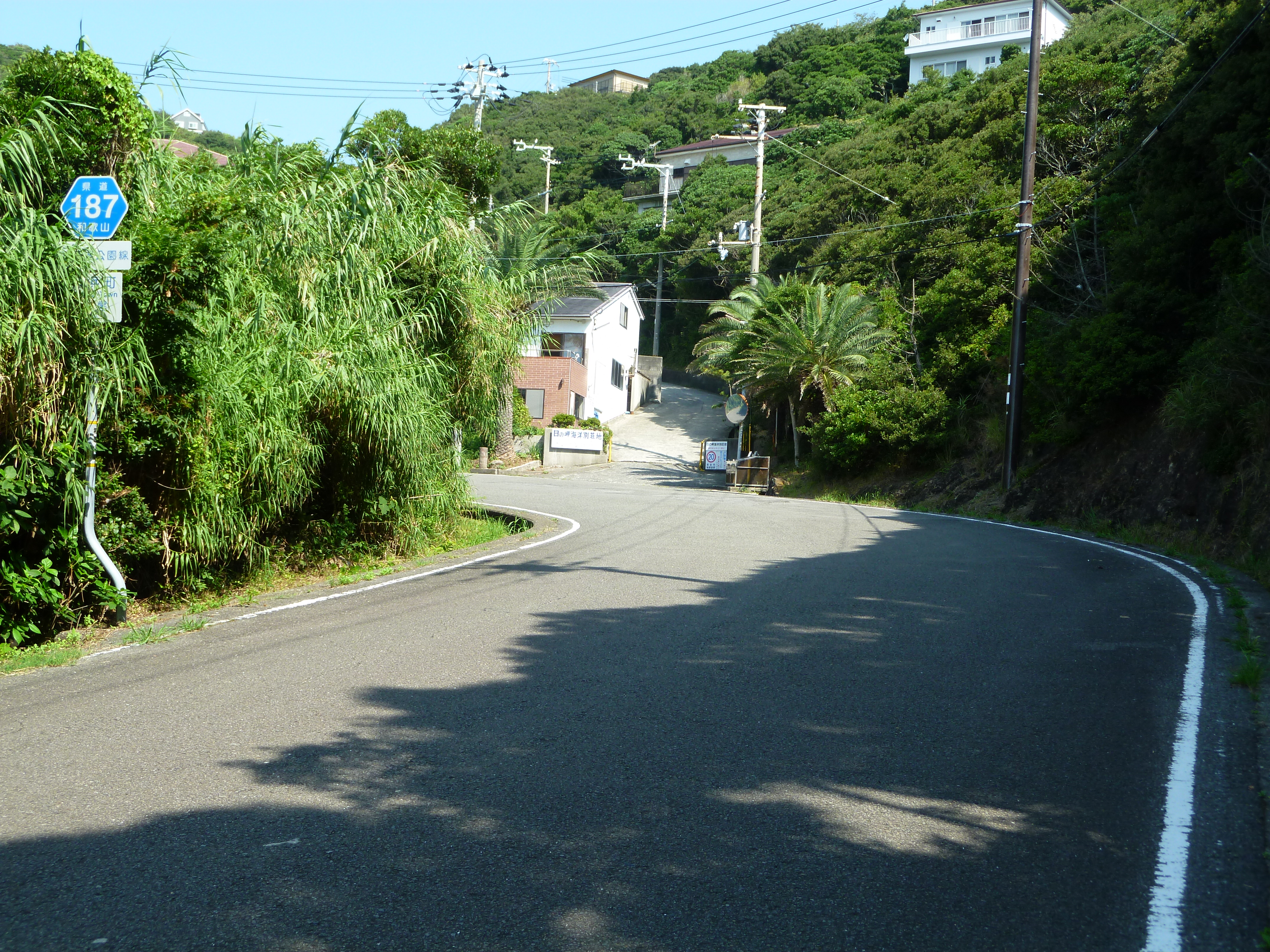
和歌山県道187号日の岬公園線 下り線 日高郡美浜町三尾地内

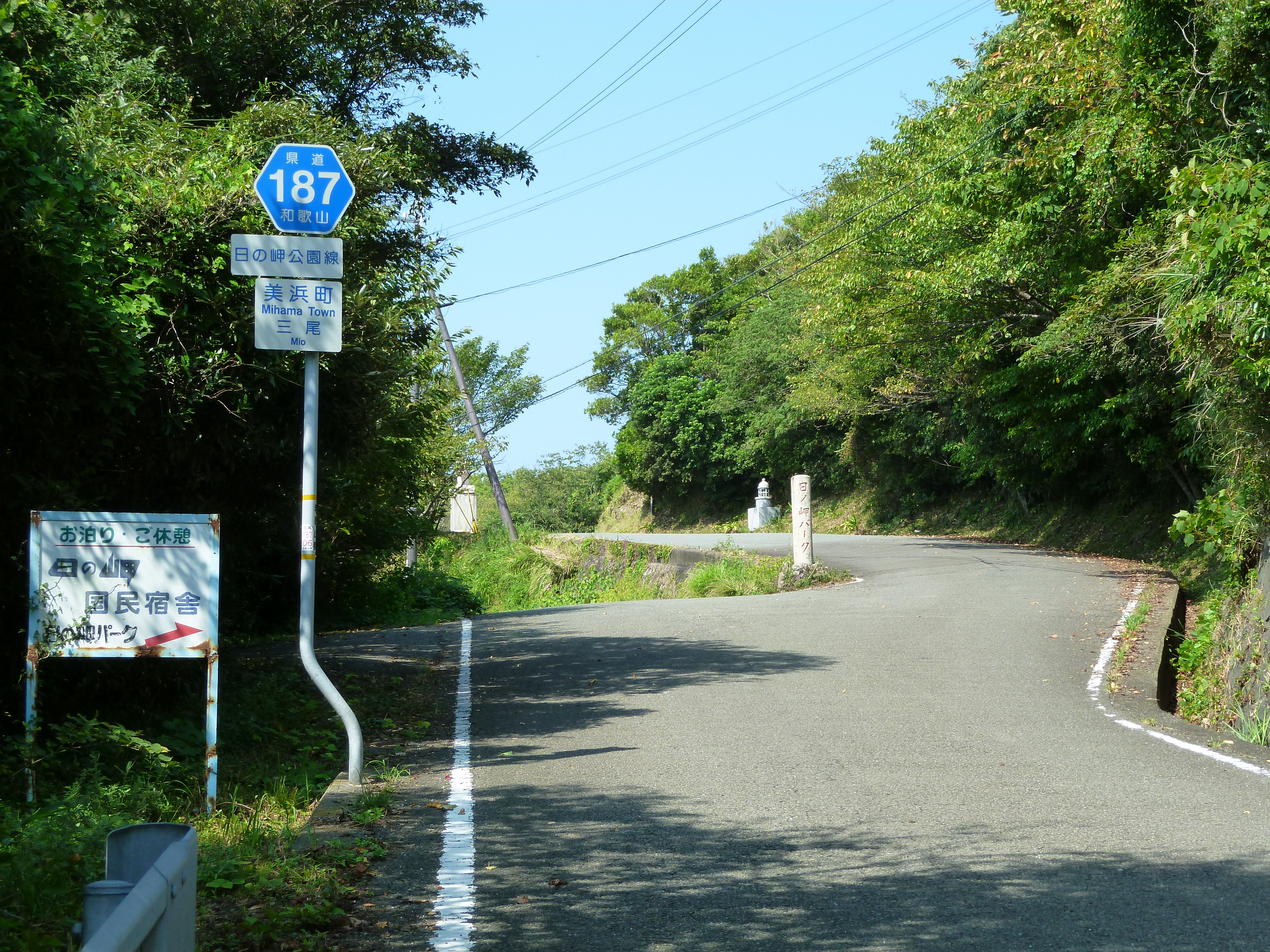
和歌山県道187号日の岬公園線 下り線 日高郡美浜町三尾地内

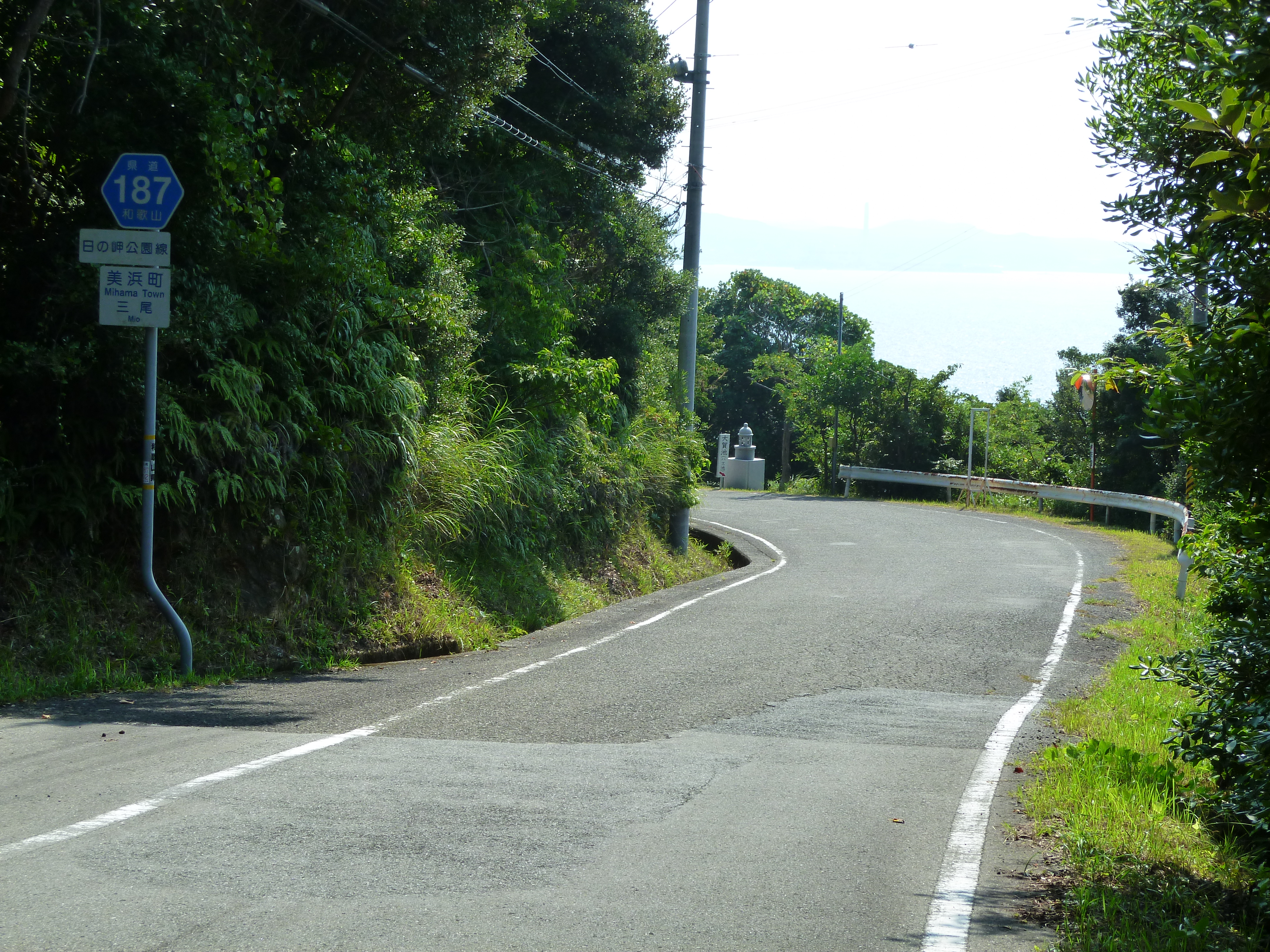
和歌山県道187号日の岬公園線 上り線 日高郡美浜町三尾地内

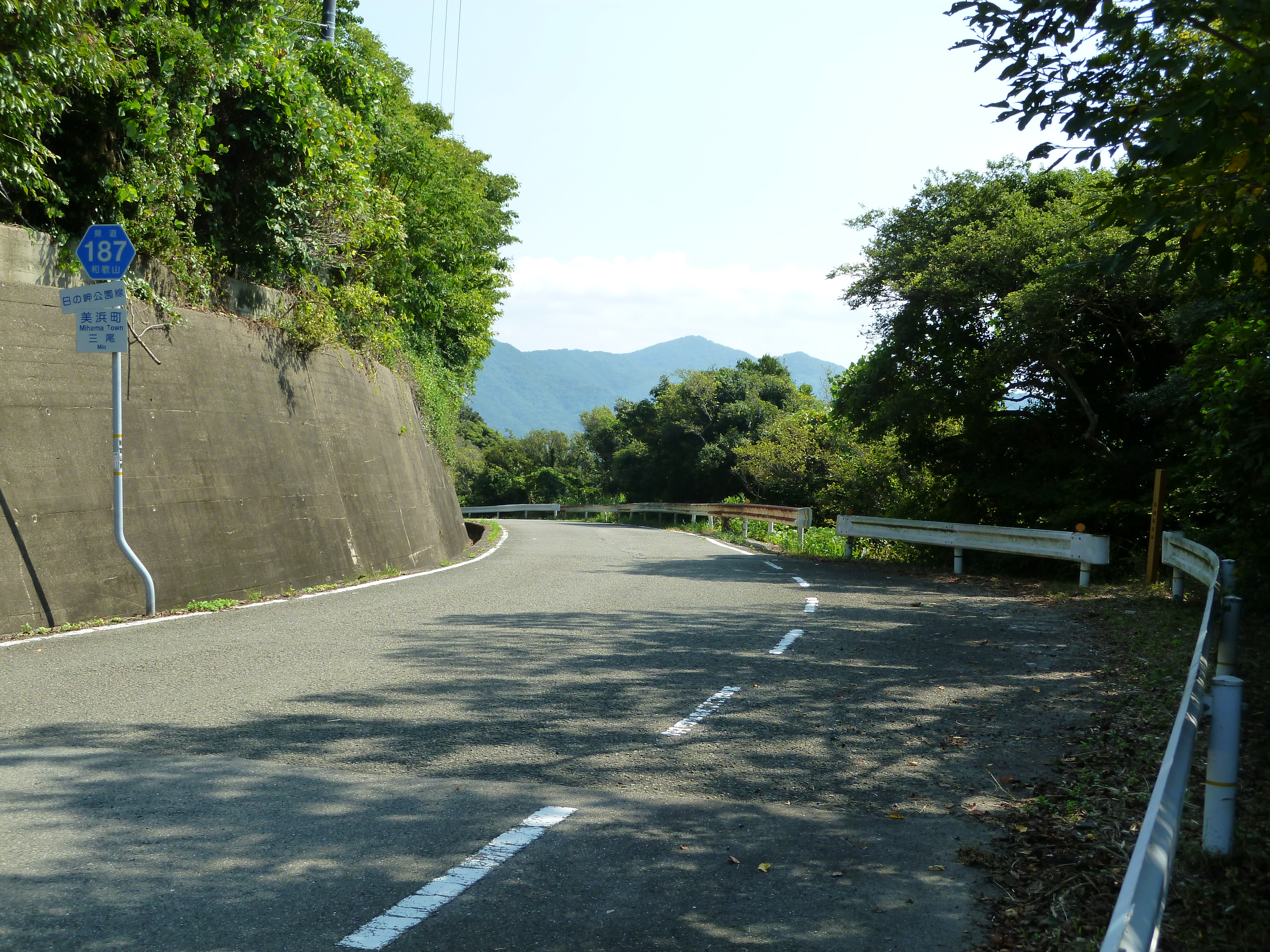
和歌山県道187号日の岬公園線 上り線 日高郡美浜町三尾地内

### 通過する自治体
- 日高郡美浜町[注釈 1]

### 交差する道路
| 交差する道路             | 交差する場所 | 交差する場所 |
| ------------------------ | ------------ | ------------ |
| 和歌山県道24号御坊由良線 | 大字三尾     | 終点         |

### 沿線
- 日の岬灯台
- 太平洋